# アン・アキコ・マイヤース
アン・アキコ・マイヤース（Anne Akiko Meyers、1970年5月15日 - ）は、アメリカのヴァイオリニスト。

## 略歴
ドイツ系アメリカ人でセロ・コーゾ・コミュニティ大学の学長であり、後にオレゴン州立大学の学長となる父リチャード・スチュアート・マイヤースと、日本人画家である母ヤスコ・カマタ・マイヤースの間に、サンディエゴで生まれる。4歳からスズキ・メソードでヴァイオリンを始め、1981年、11歳の時にロサンジェルス・フィルハーモニックと初協演し、「ザ・トゥナイト・ショー」に2度出演した。1982年、12歳の時にズービン・メータ指揮のニューヨーク・フィルハーモニックと初協演。
1983年、インディアナ大学ジェイコブズ音楽院でジョーゼフ・ギンゴールドに師事。1984年、ジュリアード音楽院で全額奨学金を受け、川崎雅夫、ドロシー・ディレイ、フェリックス・ガリミアに師事した。以後、ソリスト、室内楽奏者、レコーディングアーティスト、教育者等として世界中で演奏活動を行う。
1998年、アン・クラインのファッション・キャンペーン"Women of Substance"のモデルとなった。
2008年、カリフォルニア大学に評議員講師として招かれる。

## 使用楽器
1736年製グァルネリ・デル・ジェズ「ムンツ」を使用していた。
現在は、匿名の持主より終身貸与されている1741年製グァルネリ・デル・ジェズ “ヴュータン(Vieuxtemps)”。
これはアンリ・ヴュータン以来、ユーディ・メニューイン、イツァーク・パールマン、ピンカス・ズーカーマンら歴代名演奏家の手を経てきた「ヴァイオリンにおけるモナ・リザ」と称される名器であり、2012年の取引で約1600万ドルの値が付き、1721年製ストラディバリ「レディ・ブラント」を超え、史上最も高額で取引された楽器となった。所有者は匿名のまま、アン・アキコへ終身貸与されることが発表されている。